# ۱۱۵۹ (میلادی)
۱۱۵۹ (میلادی) هزار و صد و پنجاه و نهمین سال تقویم میلادی است.

## درگذشتگان
- ابوالعلای گنجه‌ای، شاعر قرن ششم هجری/ دوازدهم میلادی و پدرزن خاقانی

‎